# Jørgen Skov Sørensen
Jørgen Skov Sørensen (ur. 1964 w Kolding) – duński duchowny i teolog luterański, działacz kościelny i ekumeniczny. 

## Życiorys
Ukończył filozofię w zakresie teologii ekumenicznej na Uniwersytecie w Aarhus, zaś doktoryzował się z misjologii, ekumenizmu i teologii systematycznej na Uniwersytecie w Birmingham. Jest duchownym Ewangelicko-Luterańskiego Kościoła Ludowego Danii. Był między innymi pracownikiem ośrodków akademickich w Danii i Wielkiej Brytanii, a także członkiem rad i zarządów różnych organizacji kościelnych i ekumenicznych. Piastował między innymi funkcję sekretarza generalnego Danmission.
21 listopada 2019 został wybrany przez Radę Zarządzającą Konferencji Kościołów Europejskich na sekretarza generalnego KKE. Urząd objął 1 stycznia 2020 zastępując ks. Heikkiego Huttunena. 